# Lea Ahlborn
Lea Fredrika Ahlborn (født 18. februar 1826 i Stockholm, død 13. november 1897 sammesteds) var en svensk billedhuggerinde.
Faderen, Ludvig Lundgren, var gravør ved den kongelige svenske mønt, broderen, Pehr Henrik Lundgren, var ligeledes medaillegravør. Efter disses død blev Lea Ahlborn, som i flere år havde søgt kunstnerisk uddannelse i Paris, ansat som ordinarie medaillegavør ved samme institut. 1854 ægtede hun billedhuggeren Carl Ahlborn. Så godt som alle de mønter og medailler, der i en række af år blev udført i Sverige, skyldes Lea Ahlborn (eksempelvis Sveriges ny øremønt).